# Кернен, Бруно
Бруно Кернен (нем. Bruno Kernen, род. 1 июля 1972 года, Тун, Швейцария) — швейцарский горнолыжник, призёр Олимпийских игр, чемпион мира, победитель этапов Кубка мира. Специалист скоростных дисциплин.
В Кубке мира Кернен дебютировал 26 января 1992 года, в январе 1996 года одержал первую победу на этапе Кубка мира в скоростном спуске. Всего имеет на своём счету 3 победы на этапах Кубка мира, все в скоростном спуске. Лучшим достижением Кернена в общем зачёте Кубка мира являются 12-е места в сезонах 1995/96 и 2002/03.
На Олимпийских играх 1998 года в Нагано был 11-м в супергиганте, кроме того стартовал в скоростном спуске и комбинации, но в обоих случаях не добрался до финиша.
На Олимпийских играх 2002 года в Солт-Лейк-Сити стартовал в комбинации, занимал 7-е место после скоростного спуска, но не добрался до финиша в слаломе.
На Олимпийских играх 2006 года в Турине завоевал бронзовую медаль в скоростном спуске, 0,30 секунды уступив занявшему второе место австрийцу Михаэлю Вальххоферу и 0,06 секунды выиграв у ставшего четвёртым норвежца Четиля Андре Омодта. Кроме того был 18-м в супергиганте.
За свою карьеру участвовал в восьми чемпионатах мира, наиболее удачно на чемпионате мира 1997 года на котором завоевал золотую и серебряную медали. Всего на чемпионатах мира завоевал четыре медали, одну золотую, одну серебряную и две бронзовые.
Завершил спортивную карьеру в 2007 году. Использовал лыжи и ботинки производства фирмы Rossignol.

## Победы на этапах Кубка мира (3)
| № | Сезон   | Дата        | Место     | Дисциплина           |
| - | ------- | ----------- | --------- | -------------------- |
| 1 | 1995/96 | 19 янв 1996 | Вейсонназ | Скоростной спуск     |
| 2 | 1995/96 | 20 янв 1996 | Вейсонназ | Скоростной спуск (2) |
| 3 | 2002/03 | 18 янв 2003 | Венген    | Скоростной спуск (3) |